# Scytalopus latrans
Scytalopus latrans là một loài chim trong họ Rhinocryptidae.